# B́
B́ b́ (B mit Akut) ist ein Buchstabe in der lateinischen Verschriftlichung der polabischen Sprache. Der Buchstabe repräsentiert einen palatalisierten Laut [bʲ].

## Verwendung
Im Sorbischen wurde 'b́' verwendet, um einen palatalisierten bilabialen stimmhaften okklusiven Konsonanten darzustellen /bʲ/, heute wird er 'bj' geschrieben. Andere labiale Konsonanten, deren Palatalisierung mit dem akuten Akzent ' ṕ, ḿ, ẃ ' angegeben wurde, werden jetzt im Digraph mit dem Buchstaben J, ' pj, mj, wj ' geschrieben.